# ジャスティン・セロー
ジャスティン・セロー（Justin Theroux [θəˈroʊ], 1971年8月10日 - ）は、アメリカ合衆国ワシントンD.C.出身の俳優、脚本家、映画監督、映画プロデューサー。

## 略歴
作家のポール・セローを叔父に、その息子で同じく作家のマーセル・セロー、TVドキュメンタリー製作者のルイス・セロー兄弟を従兄に持つ。父親は弁護士、母親はワシントン・ポストでも働いたことのあるジャーナリスト。
18歳でイギリスに渡り演技を学ぶ。ニューヨークに戻り、ブロードウェイやオフ・ブロードウェイで舞台俳優として活動し始める。1996年の『I SHOT ANDY WARHOL』で映画デビュー。
テレビ出演も多く、『アリー my Love』『セックス・アンド・ザ・シティ』『シックス・フィート・アンダー』などにゲスト出演している。

### プライベート
2011年5月からジェニファー・アニストンと交際。2012年8月、婚約したことを公表、2015年8月1日に結婚。2018年2月15日に離婚を発表。2年半の結婚生活に終止符を打った。

## フィルモグラフィ

### 主な出演作品
| 公開年    | 邦題 原題                                                               | 役名                       | 備考                          |
| --------- | ----------------------------------------------------------------------- | -------------------------- | ----------------------------- |
| 1996      | I SHOT ANDY WARHOL I Shot Andy Warhol                                   | マーク                     |                               |
| 1997      | アリッサ・ミラノの 堕落の園 Below Utopia                                | ダニエル                   |                               |
| 1997      | ロミーとミッシェルの場合 Romy and Michele's High School Reunion         | クラレンス（カウボーイ）   |                               |
| 2000      | アメリカン・サイコ American Psycho                                      | ティモシー・ブライス       |                               |
| 2000      | ブロークン・ハーツ・クラブ The Broken Hearts Club: A Romantic Comedy    | マーシャル                 |                               |
| 2001      | マルホランド・ドライブ Mulholland Dr.                                   | アダム・ケシャー           |                               |
| 2001      | ズーランダー Zoolander                                                  | DJ                         |                               |
| 2003      | オドレイ・トトゥ in ハッピーエンド Nowhere to Go But Up                 |                            |                               |
| 2003      | おまけつき新婚生活 Duplex                                               | クープ                     |                               |
| 2003      | チャーリーズ・エンジェル フルスロットル Charlie's Angels: Full Throttle | シーマス                   |                               |
| 2003-2004 | シックス・フィート・アンダー Six Feet Under                             | ジョー                     | テレビドラマシリーズ          |
| 2006      | ザ・レジェンド・オブ・ルーシー・キーズ The Legend of Lucy Keyes         | ガイ・クーリー             |                               |
| 2006      | マイアミ・バイス Miami Vice                                             | ラリー・ジート             |                               |
| 2006      | インランド・エンパイア Inland Empire                                    | デヴォン / ビリー          |                               |
| 2007      | ブロークン・イングリッシュ Broken English                               | ニック・ゲーブル           |                               |
| 2007      | 幸せになるための10のバイブル The Ten                                    | ジーザス・H・クライスト    |                               |
| 2010      | メガマインド Megamind                                                   | メガマインドの父親         | 声の出演 プロデューサーも担当 |
| 2011      | ロード・オブ・クエスト ドラゴンとユニコーンの剣 Your Highness           | リザー                     |                               |
| 2012      | ふたりのパラダイス Wanderlust                                           | セス                       |                               |
| 2014–2017 | LEFTOVERS/残された世界 The Leftovers                                    | ケヴィン・ガーヴィ         | テレビシリーズ、計25話出演    |
| 2016      | ズーランダー NO.2 Zoolander 2                                           | Evil DJ                    | 兼脚本                        |
| 2016      | ガール・オン・ザ・トレイン The Girl on the Train                        | トム･ワトソン              | [ 8 ]                         |
| 2017      | レゴニンジャゴー ザ・ムービー The Lego Ninjago Movie                    | ブラックガーマドン         | 声の出演                      |
| 2017      | スター・ウォーズ/最後のジェダイ Star Wars: The Last Jedi                | マスター・コードブレイカー | [ 10 ]                        |
| 2018      | Mute/ミュート Mute                                                      | ダック                     | [ 11 ]                        |
| 2018      | バッド・スパイ The Spy Who Dumped Me                                    | ドリュー・セイヤー         |                               |
| 2018      | マニアック Maniac                                                       | ジェームズ・マントルレイ   | テレビシリーズ、計9話出演     |
| 2018      | ビリーブ 未来への大逆転 On the Basis of Sex                             | メル・ウルフ               |                               |
| 2018      | バンブルビー Bumblebee                                                  | ドロップキック             | 声の出演                      |
| 2019      | ジョーカー Joker                                                        | イーサン・チェイス         |                               |
| 2019      | わんわん物語 Lady and the Tramp                                         | トランプ                   | 声の出演                      |
| 2021      | フォルス・ポジティブ False Positive                                     | エイドリアン・マーティン   |                               |
| 2024      | ビートルジュース ビートルジュース Beetlejuice Beetlejuice               | ローリー                   | [ 12 ]                        |

### 監督作品
- Dedication （2007年） - プロデューサーも担当　日本未公開

### 脚本作品
- トロピック・サンダー/史上最低の作戦 Tropic Thunder （2008年） - 原案、プロデューサーも担当
- アイアンマン2 Iron Man 2 （2010年）
- ロック・オブ・エイジズ Rock of Ages (2012)

## 参照
1. ↑  “Justin Theroux”. Celebrity Watchlist.   IMDb (2019年2月16日). 2021年9月10日閲覧。
2. ↑  Arnold, Gary (2001年10月12日). “Smoke and Mirrors”.  The Washington Post (via Davidlynch.de). 2012年8月13日閲覧。
3. ↑  Hines, Barbara Boehmcharlie Reillyalexander Therouxarthur (1980年9月14日). “Letters; Lowells and Sitwells Questions of Gender The Wrong Theroux Cats” (title abstract only). The New York Times 2012年8月13日閲覧。
4. ↑  Jordan, Julie (2012年8月12日). “Jennifer Aniston Is Engaged to Justin Theroux!”. People 2012年8月12日閲覧。
5. ↑  “ジェニファー・アニストン、ジャスティン・セローと婚約！”. シネマトゥデイ. (2012年8月13日) 2012年8月14日閲覧。
6. ↑  “ジェニファー・アニストン＆ジャスティン・セローがサプライズ婚”.   映画.com (2015年8月6日). 2015年8月6日閲覧。
7. ↑  “ジェニファー・アニストン＆ジャスティン・セローが破局”.   映画.com (2018年2月19日). 2018年2月19日閲覧。
8. ↑  “謎を読み解く重大ヒントが判明？「ガール・オン・ザ・トレイン」本編映像公開”.   映画.com (2016年11月19日). 2016年11月28日閲覧。
9. ↑  “映画『レゴ ニンジャーゴー ザ・ムービー』忍者の世界を舞台に悪の支配者と対戦”.   ファッションプレス (2017年7月1日). 2025年3月16日閲覧。
10. ↑  “『スター・ウォーズ／最後のジェダイ』あの人も出てた！カメオ出演まとめ”.   シネマトゥデイ (2017年12月21日). 2025年3月16日閲覧。
11. ↑  “『Mute ミュート』感想（ネタバレ）”.   シネマンドレイク (2018年2月26日). 2025年3月16日閲覧。
12. ↑  “「ビートルジュース」続編にジャスティン・セロー”. 映画.com. (2023年5月18日) 2023年11月29日閲覧。